# Bunny Hop

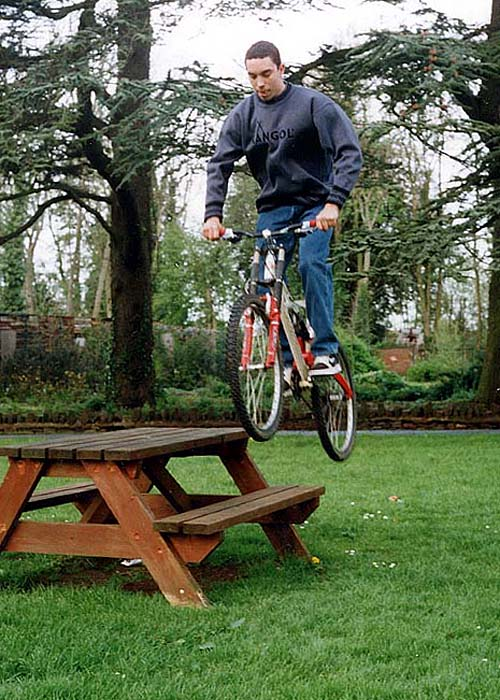
Bunnyhop

 Der Bunny Hop (deutsch Hasensprung) ist ein Kunststück, welches bei Radsportarten gemacht wird. Hierbei zieht der Fahrer den Lenker nach oben, sodass er kurz auf dem Hinterrad ist, dann springt er mit aller Kraft nach oben, wobei er das ganze Fahrrad mit nach oben zieht. Der Trick wird häufig mit dem BMX oder dem Dirt Bike angewendet und dient dazu andere Tricks in der Luft zu machen.
Im Jahr 2013 stellte Rick Koekoek den ersten Guinness-Weltrekord im Bunnyhop auf. Nach wenigen Versuchen schaffte er es, eine Höhe von 1,43 m zu erreichen.